# Cristian Biondani
Cristian Biondani (Verona, 11 giugno 1976) è un regista televisivo italiano.

## Biografia
Inizia la sua carriera come cameraman e regista di Match Music nei programmi girati in esterno Contest e Territorio Italiano. In seguito, sempre come regista opera all'interno degli studi televisivi di MTV Italia, ove in ambito musicale, si cimenta inizialmente nella direzione di concerti nazionali e poi a diffusione mondiale con Mtv International.
Cristian Biondani ha diretto DVD musicali di artisti italiani come Ligabue, Tiziano Ferro, Negramaro, Laura Pausini, per concentrare il suo lavoro nell’ultimo decennio su artisti esteri e dirigere i live show di Katy Perry, The Cure, Ben Harper, Black Eyed Peas, Linkin Park, Lady Gaga e R.E.M..
Ultimamente, grazie all'applicazione della tecnologia 3D per la ripresa di eventi di grande portata, Biondani ha potuto dirigere avvenimenti anche per Sky International, tra cui quello di Snoop Dogg e Kings of Leon.
A lui si lega il nome del musicista Ligabue, per il quale il regista segue da sempre la realizzazione dei live, oltre a quella cinematografica con la produzione di due LigaDay.
Cristian Biondani dirige anche alcuni programmi televisivi nazionali, tra cui Colorado, Le invasioni barbariche, Victor Victoria, i programmi di Fabio Volo, oltre a 5 produzioni di Rai 1 tra cui Bocelli, 1,2,3 Fiorella, Panariello, Bolle e Che tempo che fa.
Su Rai 3 è regista del programma Le parole della settimana con Massimo Gramellini.
Ha curato la regia dell'Eurovision Song Contest 2022, tenutosi dal 10 al 14 maggio 2022 presso il PalaOlimpico di Torino, insieme a Duccio Forzano. 

## Filmografia
- Il mondo di Patty - Il musical più bello (2010)
- Ligabue Campovolo - Il film 3D (2011)
- Opera on Ice (2011)